# Batman : Année 100
Batman : Année 100 (Batman: Year 100) est un comics américain en quatre numéros de Batman, publié en 2006 par DC Comics. Il a été écrit et dessiné par Paul Pope et colorisé par José Villarrubia.

## Synopsis
100 ans après les débuts du premier Chevalier Noir, un nouveau justicier porte sa cape pour faire régner l'ordre à Gotham City...

## Personnages
- Batman

## Prix et récompenses
- 2007 : Prix Eisner de la "Meilleure mini-série". Paul Pope gagna également le Prix Eisner du "Meilleur Scénariste/Artiste" pour son travail sur cette série la même année[1].

## Éditions
- 2007 : Batman : Année 100 (Panini Comics, collection DC Icons) : première édition française  (ISBN 978-2-8094-0076-2).
- 2016 : Batman : Année 100 (Urban Comics, collection DC Classiques)  (ISBN 978-2-3657-7883-1). L'édition d'Urban est accompagnée de trois courts récits réalisés par Paul Pope : Batman of Berlin (The Batman Chronicles n°11, 1997), Broken Nose (Batman: Gotham Knights n°3, 2000) et Teenage Sidekick (Solo n°3, 2005).